# Vilar do Monte (Macedo de Cavaleiros)
Vilar do Monte ist ein Ort und eine ehemalige Gemeinde (Freguesia) im portugiesischen Kreis Macedo de Cavaleiros. Die Gemeinde hatte 107 Einwohner (Stand 30. Juni 2011).
Am 29. September 2013 wurden die Gemeinden Vilarinho do Monte und Ala zur neuen Gemeinde União das Freguesias de Castelãos e Vilar do Monte zusammengeschlossen.